# Cerro Vernet
El cerro Vernet (en inglés: Mount Vernet) es una elevación de 372 m s. n. m. ubicada al oeste de Puerto Argentino/Stanley y al sur de Puerto Soledad en el este de la isla Soledad, en las Islas Malvinas, entre la bahía de la Maravilla y la bahía de la Anunciación, al norte del monte Kent. Recibe el nombre de Luis Vernet, argentino que se asentó el Puerto Luis en la década de 1820, siendo el primer gobernador-comandante argentino de las Islas Malvinas y adyacentes al Cabo de Hornos en el Océano Atlántico, antes de la invasión y conformación como colonia de la misma por parte del Imperio Británico.